# UTC−02:00

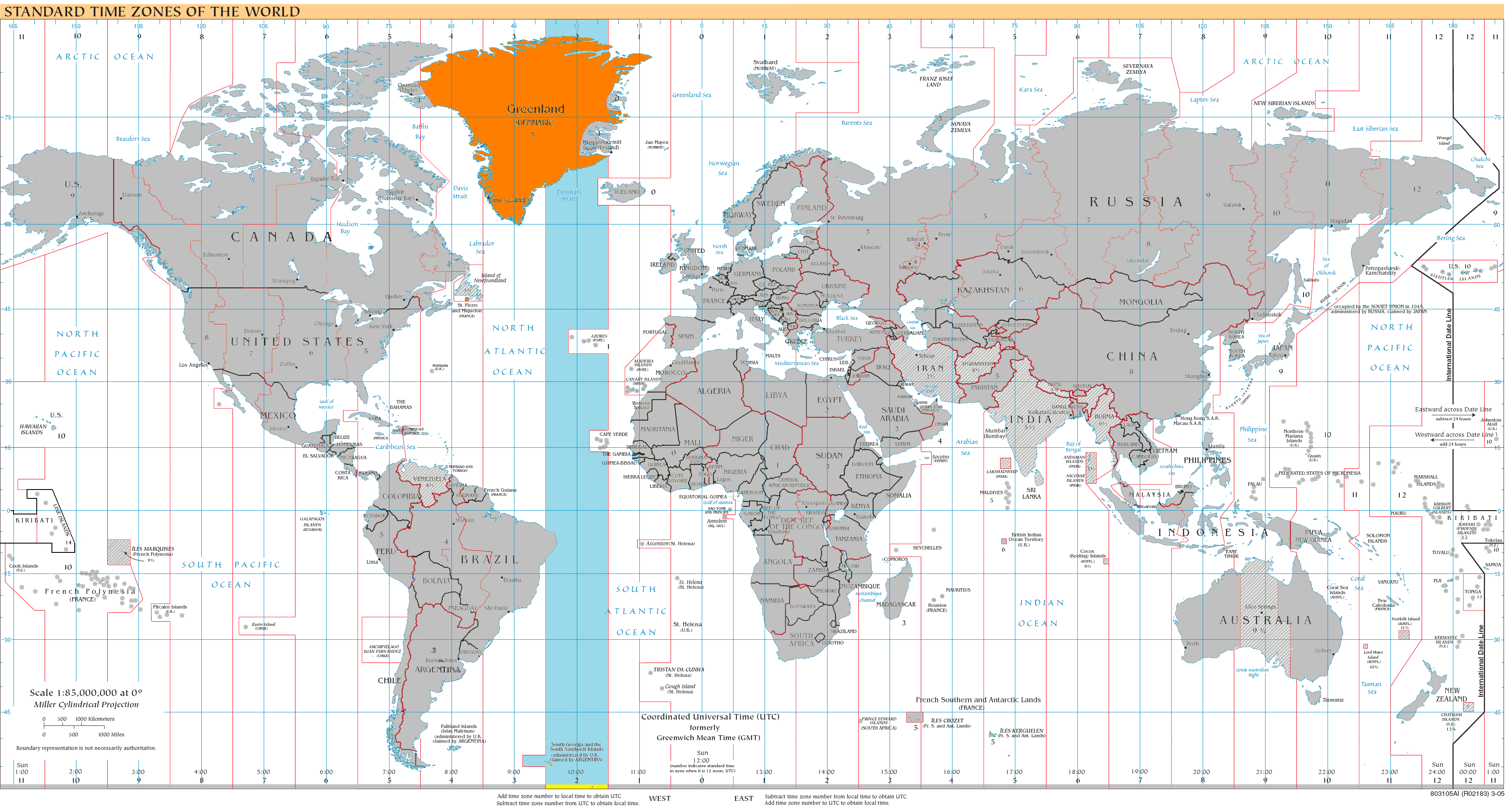
území, kde čas UTC-2 platí celoročně
území, kde čas UTC-2 platí sezónně v zimním období
území, kde čas UTC-2 platí sezónně v letním období
území, kde čas UTC-2 neplatí
mořské plochy spadající do pásma UTC-2
mořské plochy nespadající do pásma UTC-2
Poznámka: Stav k roku 2008

UTC−02:00 je zkratka a identifikátor časového posunu o -2 hodiny oproti koordinovanému světovému času. Tato zkratka je všeobecně užívána.
Existují i jiné zápisy se stejným významem:
- UTC-2 — zjednodušený zápis odvozený od základního[1]
- O — jednopísmenné označení používané námořníky, které lze pomocí hláskovací tabulky převést na jednoslovný název (Oscar).[2]

Zkratka se často chápe ve významu časového pásma s tímto časovým posunem. Odpovídajícím řídícím poledníkem je pro tento čas 30° západní délky, čemuž odpovídá teoretický rozsah pásma mezi 22°30′a 37°30′ západní délky.

## Jiná pojmenování
| zkratka | česky                   | anglicky                        | poznámka                                | odkaz |
| BRST    | -                       | Brasília Summer Time            | neaplikuje se                           | [ 4 ] |
| FNT     | čas Fernando de Noronha | Fernando de Noronha Time        | viz časová pásma v Brazílii             | [ 5 ] |
| GST     | -                       | South Georgia Time              | viz časová pásma ve Spojeném království | [ 6 ] |
| PMDT    | -                       | Pierre & Miquelon Daylight Time | viz časová pásma ve Francii             | [ 7 ] |
| UYST    | -                       | Uruguay Summer Time             | neaplikuje se                           | [ 8 ] |
| WGT     | -                       | Western Greenland Time          | viz časová pásma v Dánském království   | [ 9 ] |

## Úředně stanovený čas

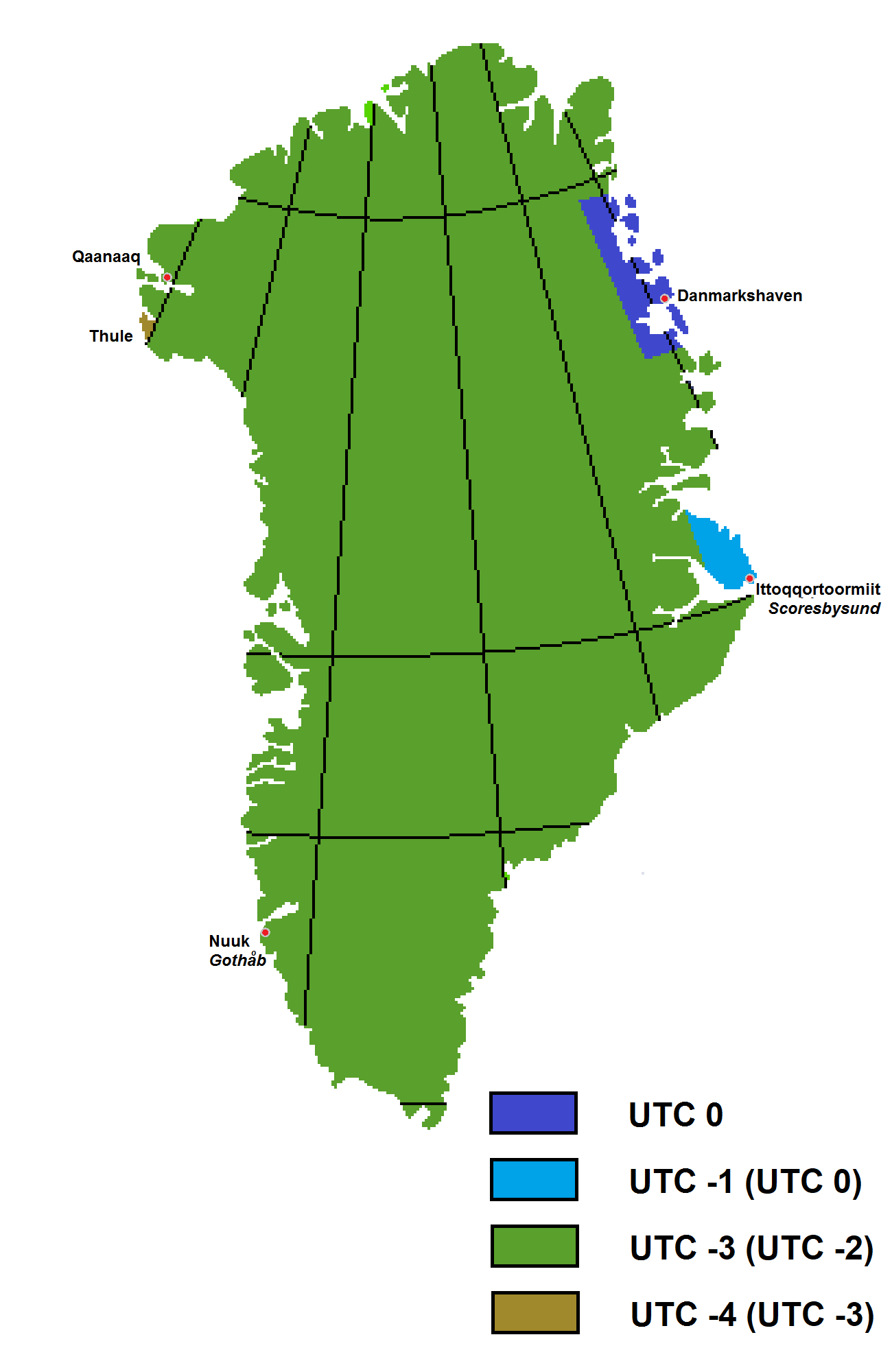
Standardní časová pásma v Grónsku

Čas UTC−02:00 je používán na následující územích, přičemž standardním časem se míní čas definovaný na daném území jako základní, od jehož definice se odvíjí sezónní změna času.

### Celoročně platný čas
- Brazílie — standardní čas platný na části území
- Jižní Georgie a Jižní Sandwichovy ostrovy (Spojené království) — standardní čas na tomto území

### Sezónně platný čas
- Grónsko (Dánsko) — standardní čas platný[p 5] na většině území
- Saint Pierre a Miquelon (Francie) — letní čas platný[p 6] na tomto území posunutý o hodinu oproti standardnímu času